# KGM 액티언
KGM 액티언(KGM Actyon)은 KG모빌리티의 쿠페형 스포츠 유틸리티 차량이다.

## 역사
KG모빌리티로 사명을 바꾸기 전에 쌍용자동차의 이름을 걸고 마지막으로 내놓은 모델인 토레스를 출시하여 좋은 반응을 얻었던 KG모빌리티는 전기자동차 모델인 EVX를 포함하여 토레스의 전륜구동 플랫폼을 이용한 여러 파생 모델을 개발했고, 그 중 토레스를 기반으로 하는 쿠페형 SUV에 액티언의 이름을 부활시키기로 했다.
KG모빌리티가 2024년 부산모빌리티쇼에 불참하여 모터쇼를 통한 실차 공개를 하지 않았으나, 양산용 시제차를 칠괴동 공장에서 생산한 모습이 사진으로 나오면서 디자인이 공개됐다. 당초에는 "토레스 쿠페"라는 차명이라는 설이 있었지만 배출가스 인증 관련 서류에 차명을 액티언으로 등록했다는 사실이 공개되었고, 실제로 액티언의 차명을 그대로 쓰기로 확정했다.
2024년 7월에 사전 예약을 받았고, 2024년 8월부터 사전 계약을 받은 뒤 2024년 8월 20일에 정식 출시했다.

## 외관
여전히 쿠페형 SUV를 표방하지만, 1세대의 뒤쪽과 달리 2세대의 뒤쪽은 패스트백 성향이 다소 얕은 편이다. 앞 라이트와 뒤 테일램프에는 태극기에 있는 건곤감리 기호를 차용했다.
미쉐린제 타이어를 OE 타이어로 이용한다.

## 파워트레인
기반 차량인 토레스의 디젤 사양이 없기 때문에, 1세대와 달리 2세대는 토레스의 170마력 1.5리터 가솔린 터보 엔진을 공용한다.
2024년 12월 경에는 LPG 겸용인 터보 바이퓨얼을 추가했다. 토레스처럼 165마력으로 세팅되고, 복합연비는 8.8km/L다. LPG 바이퓨얼 차량은 택시로도 간간히 이용되고 있다.
2025년 7월에는 1.5리터 가솔린 터보 하이브리드를 추가한다. 토레스 하이브리드처럼 전륜구동만 나온다.

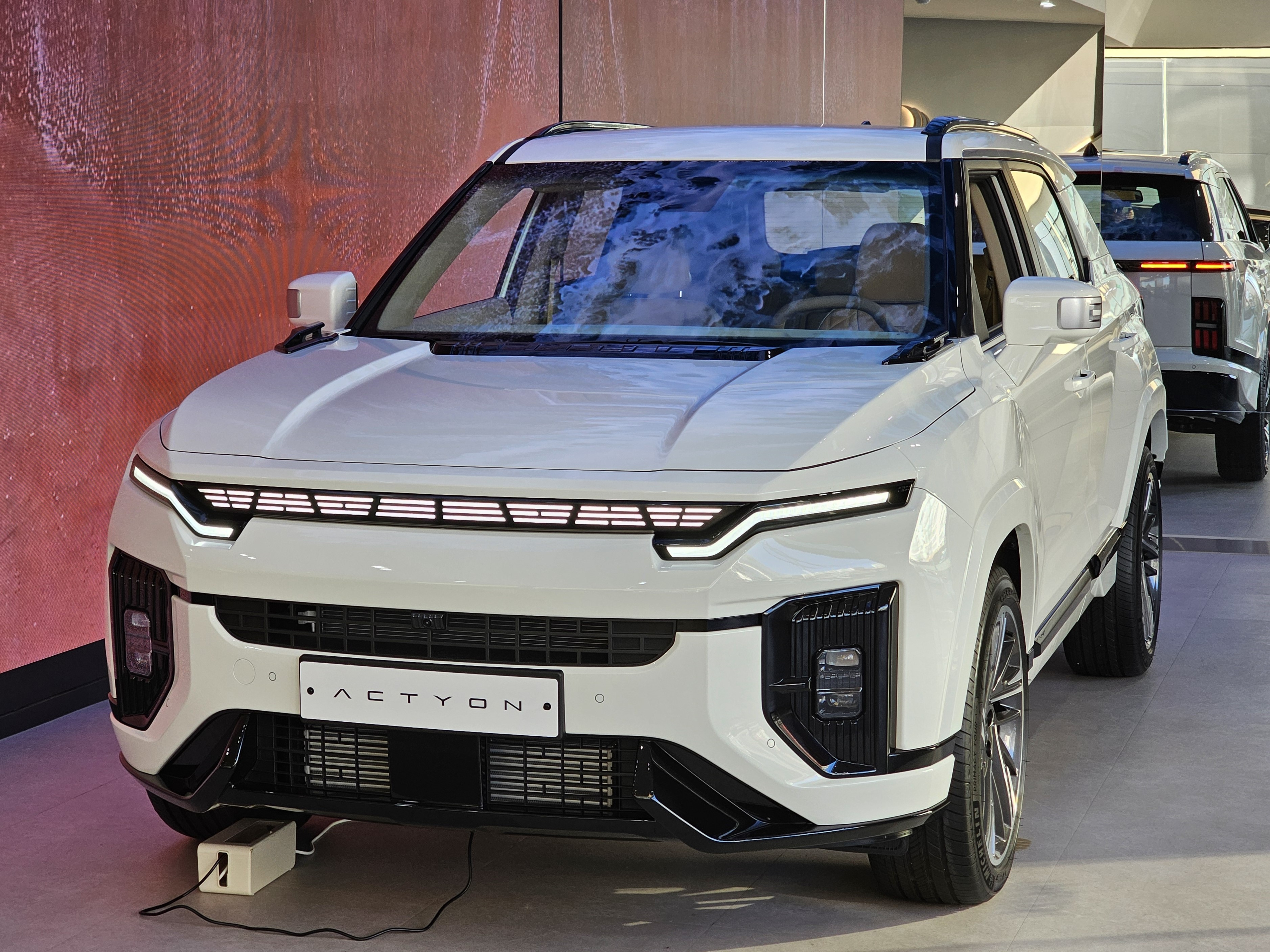
KGM 액티언 전측면
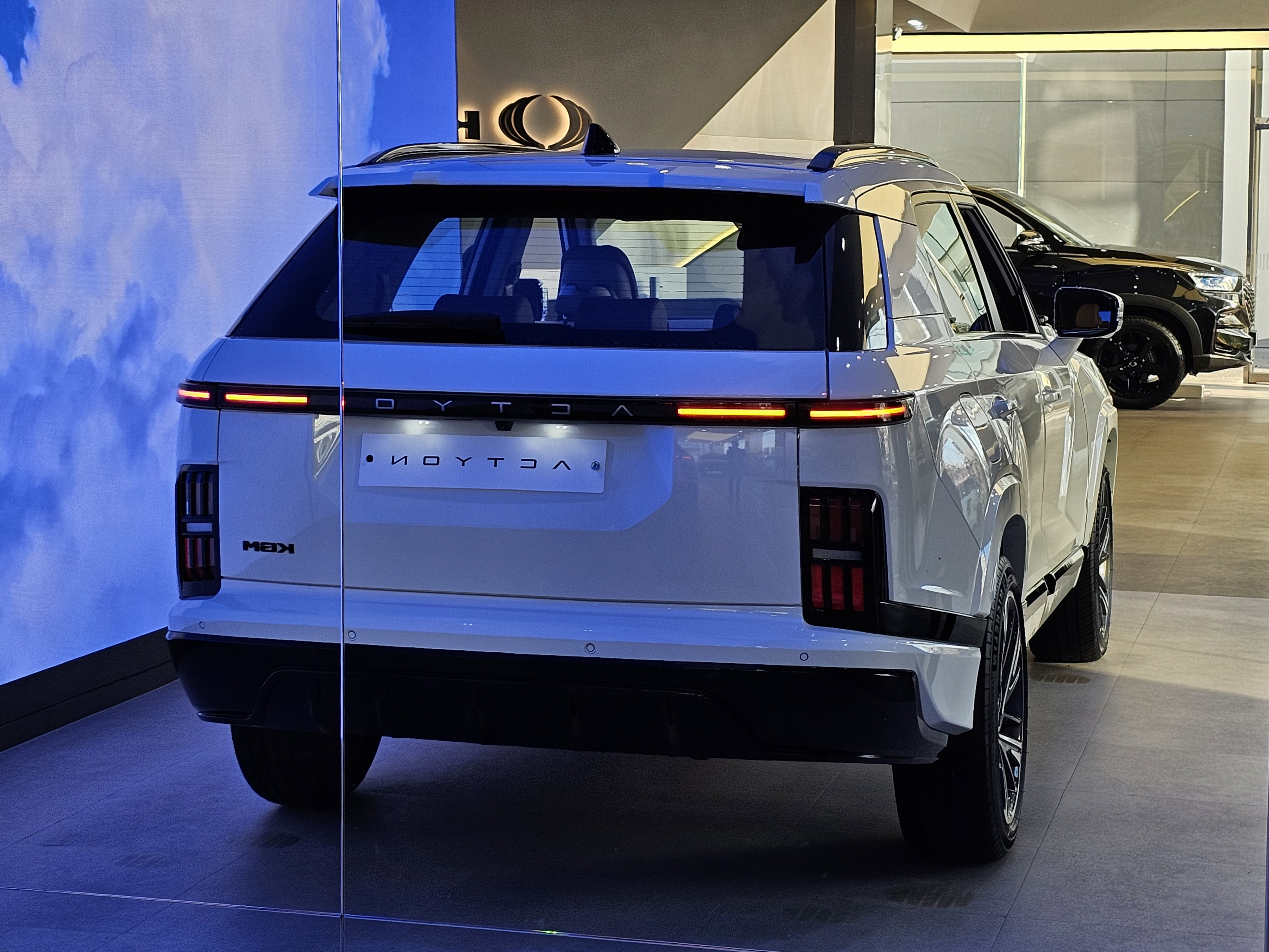
후측면
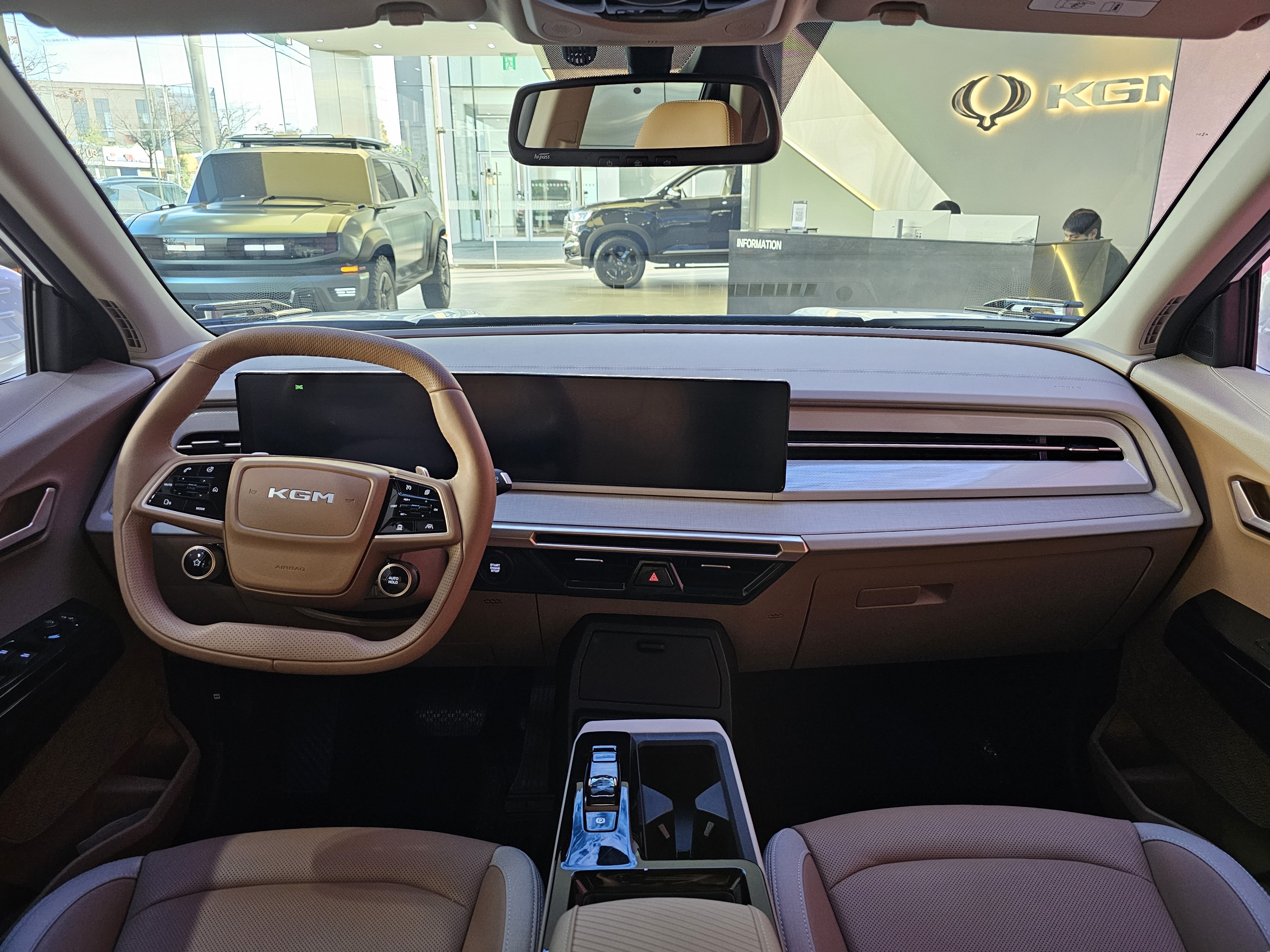
실내